# La Bonne Humeur
Albums de Madilu System
Le Tenant du titre
(2004) Dernière Volonté
(2008)
La Bonne Humeur est un album posthume du musicien congolais Madilu System sorti en 2007,.

## Liste des titres
| No  | Titre                 | Durée |
| --- | --------------------- | ----- |
| 1.  | Tonton Gigolo         | 06:40 |
| 2.  | Kupanda               | 07:35 |
| 3.  | Aminata               | 10:33 |
| 4.  | Bruno Dika            | 06:33 |
| 5.  | Jalousie              | 07:07 |
| 6.  | Vincent               | 07:29 |
| 7.  | L'heure c'est l'heure | 06:37 |
| 8.  | Kamul Inter           | 07:34 |
| 9.  | Sydegi                | 08:50 |
| 10. | Mélancolique          | 08:55 |

## Crédits
- Guitare acoustique : Papa Noël
- Arrangé par Madilu System et Shiko Mawatu
- Guitare basse : Ngouma Lokito
- Chœurs : Ballou Canta, Luciana Demingongo, Nyboma, Wuta Mayi
- Programmation batterie et claviers : Manu Lima
- Batterie et percussions : Komba Bellow
- Guitares solo : Caien Madoka, Dally Kimoko, Syran Mbenza
- Lead Vocals : Madilu System
- Guitares rythmiques : Caien Madoka, Fofo Le Collegien, Shiko Mawatu
- Saxophone : Nicolas Gueret
- Trombone : Philippe Henry
- Trompette : Christophe Dutray